# فرودگاه نومئا مجنتا
فرودگاه نومئا مجنتا (به انگلیسی: Nouméa Magenta Airport) (به زبان بومی: l'Aéroport de Nouméa Magenta) یک فرودگاه همگانی با کد یاتا GEA است که یک باند فرود سنگفرش دارد و طول باند آن ۱۲۵۰ متر است. این فرودگاه در کشور کالدونیای جدید قرار دارد و در ارتفاع ۱۰ متری از سطح دریا واقع شده‌است.

## شرکت‌های هواپیمایی و مقصدهای پروازی
| شرکت‌های هواپیمایی | مقصدهای پروازی  |
| ----------------- | --------------- |
| Lucky Air         | کونمینگ چانگشوی |